# Obrtnička i tehnička škola Dubrovnik
Obrtnička i tehnička škola Dubrovnik, srednja škola u Dubrovniku. 
Ima jedan četverogodišnji strukovni smjer: agroturistički tehničar; te više trogodišnjih strukovnih smjerova: automehaničar, vodoinstalater, elektromehaničar, frizer i soboslikar-ličilac.
Postoje i smjerovi u koje se upisuje bez ugovora: instalater grijanja i klimatizacije, cvjećar i pomoćni cvjećar (jednogodišnji smjer).
Za sva trogodišnja strukovna zanimanja ne postoji bodovni prag nego se učenici pri upisu ocjenjuju prema uspjehu postignutom u osnovnoj školi.

## Vanjske poveznice
- Službena stranica